# Purbach am Neusiedler See

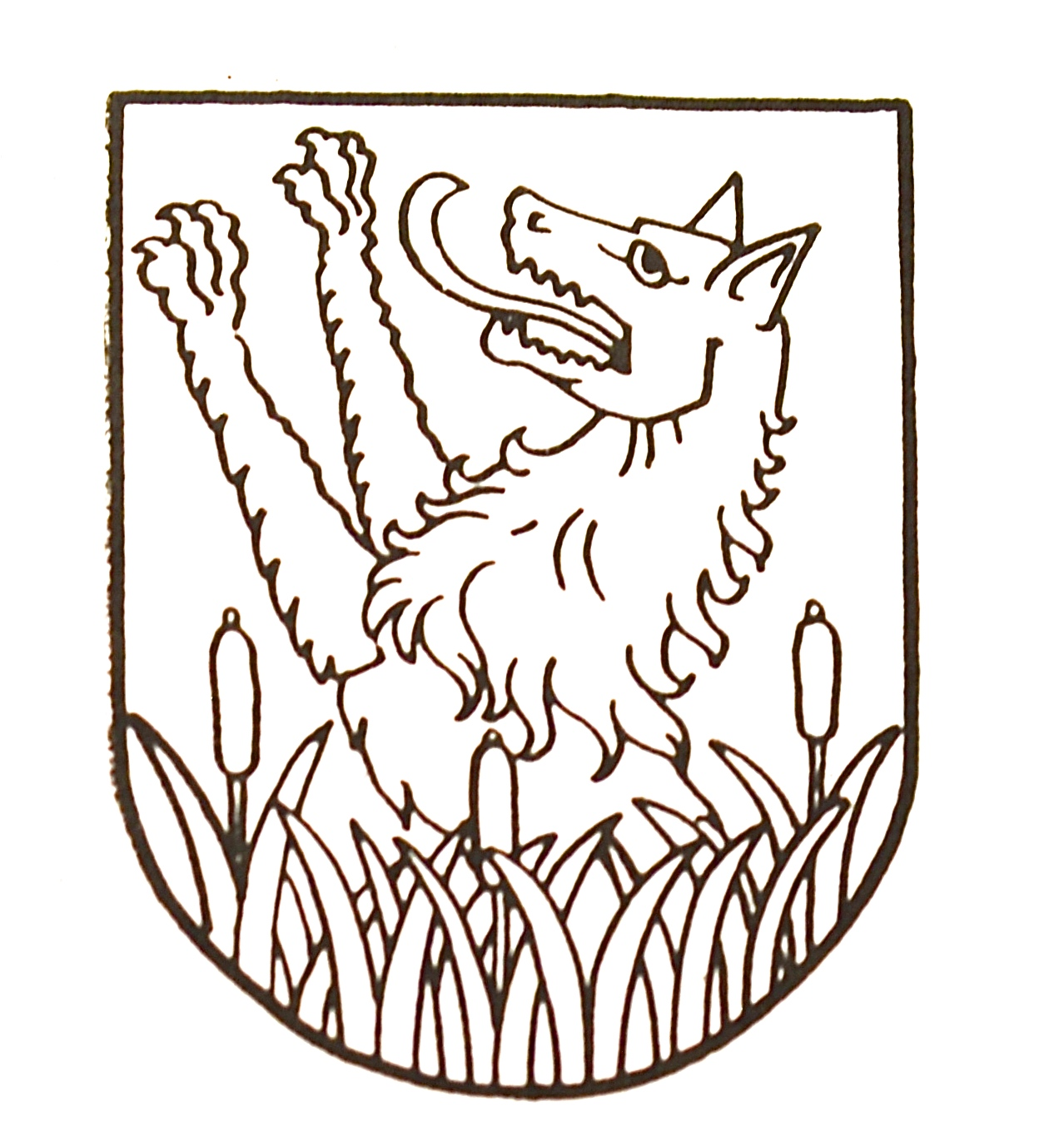
Altes Marktwappen von Purbach

Purbach am Neusiedler See (ungarisch Feketeváros, kroatisch Porpuh) im Burgenland (Österreich) ist eine Stadt mit 3053 Einwohnern (Stand 1. Jänner 2025) am Westufer des Neusiedler Sees. Bekannt ist Purbach für seinen alten Stadtkern mit historischer Stadtmauer und seine Kellergasse.

## Geografie
Die Stadt liegt im nördlichen Burgenland nahe der Landeshauptstadt Eisenstadt. Zur Stadtgemeinde gehören keine weiteren Ortschaften. Ortsteile sind die Florianisiedlung und die Waldsiedlung im Nordwesten von Purbach. Teile des Stadtgebietes befinden sich im Naturpark Neusiedler See – Leithagebirge.

### Nachbargemeinden
| Mannersdorf am Leithagebirge und Hof am Leithaberge | Sommerein                                   | Breitenbrunn am Neusiedler See |
| Donnerskirchen                                      | Kompassrose, die auf Nachbargemeinden zeigt | Neusiedler See                 |
| Donnerskirchen                                      | Donnerskirchen und Neusiedler See           | Neusiedler See                 |

## Geschichte

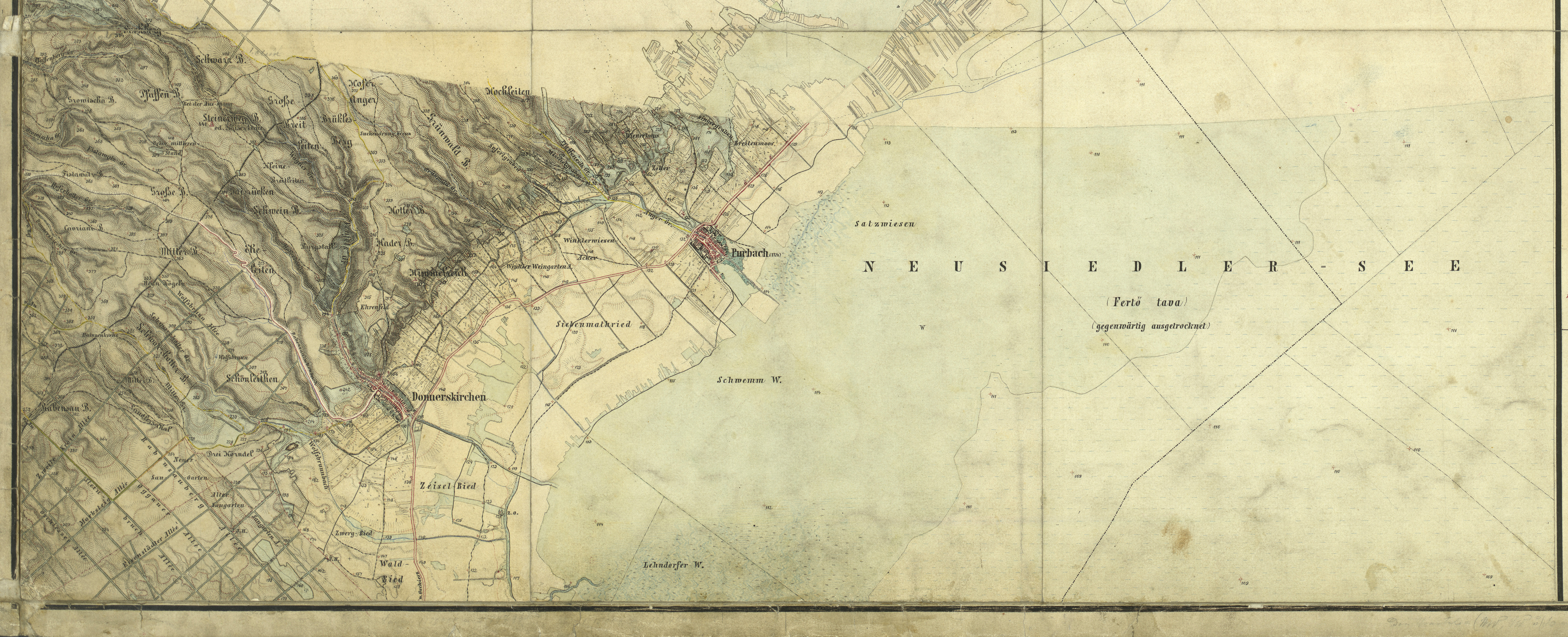
Purbach am damals ausgetrockneten Neusiedler See, um 1873 (Ausschnitt aus dem Aufnahmeblatt der Landesaufnahme)

Im Ortsgebiet gibt es Funde aus der frühen und späten Bronzezeit. Eine hallstattzeitliche Siedlung ist durch Funde auf dem Burgstall (nördlich des Ortes) bezeugt. Weiters gibt es römerzeitliche Siedlungsfunde. Unter den Römern, lag das heutige Purbach in der Provinz Pannonia.
1527 wurde Purbach zum Markt erhoben. 1529 und 1532 wurde der Markt durch die Türken gebrandschatzt. Der Ort gehörte wie das gesamte Burgenland bis 1920/21 zu Ungarn (Deutsch-Westungarn). Seit 1898 musste aufgrund der Magyarisierungspolitik der Regierung in Budapest der ungarische Ortsname Feketeváros verwendet werden.
Nach Ende des Ersten Weltkriegs wurde nach zähen Verhandlungen Deutsch-Westungarn in den Verträgen von St. Germain und Trianon 1919 Österreich zugesprochen. Der Ort gehört seit 1921 zum neu gegründeten Bundesland Burgenland (siehe auch Geschichte des Burgenlandes).
Stadtgemeinde ist Purbach am Neusiedler See seit 1997 (durch VO 22, Marktgemeinde 24/1976).

## Kultur und Sehenswürdigkeiten

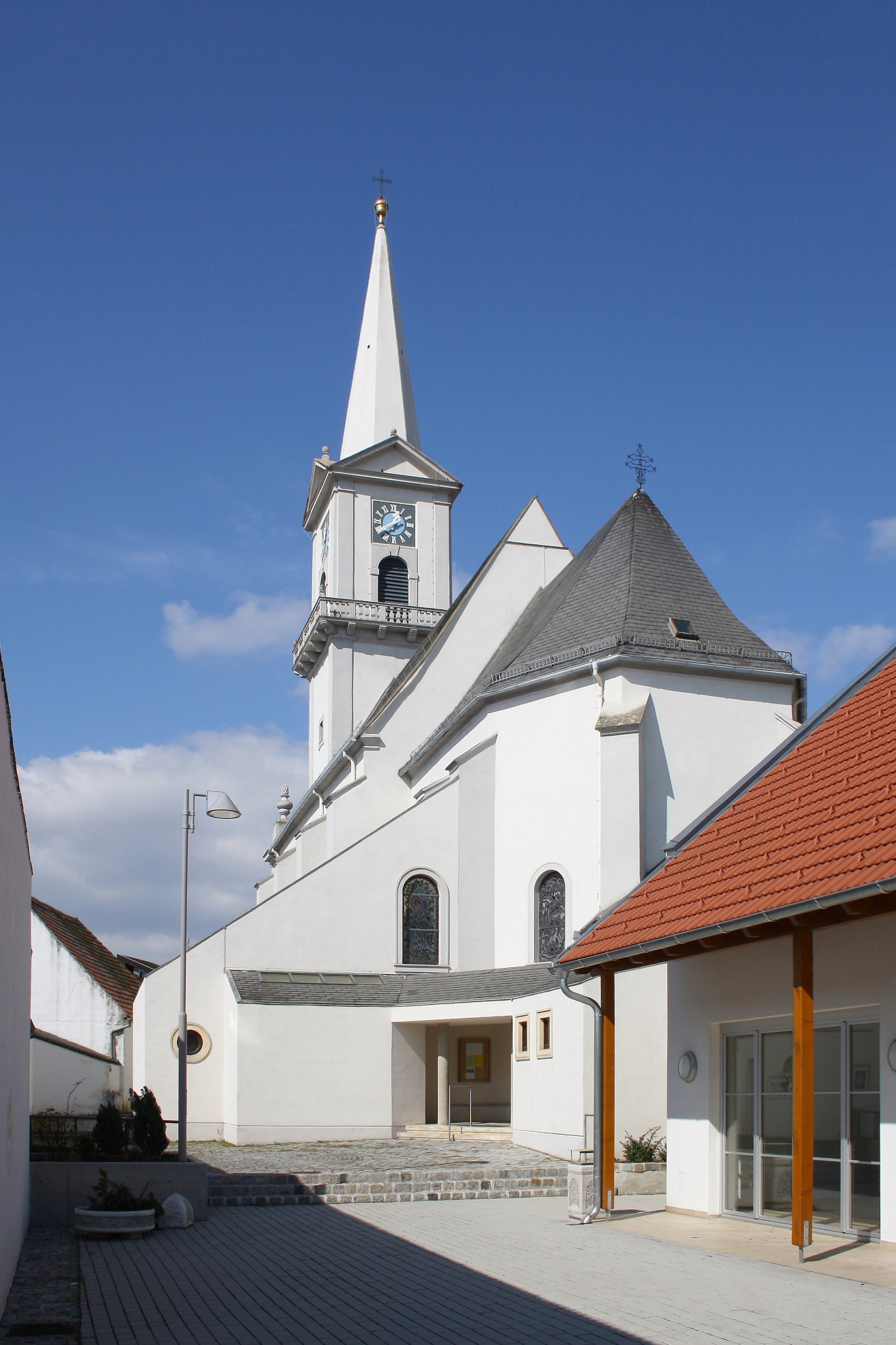
Pfarrkirche Purbach am Neusiedler See

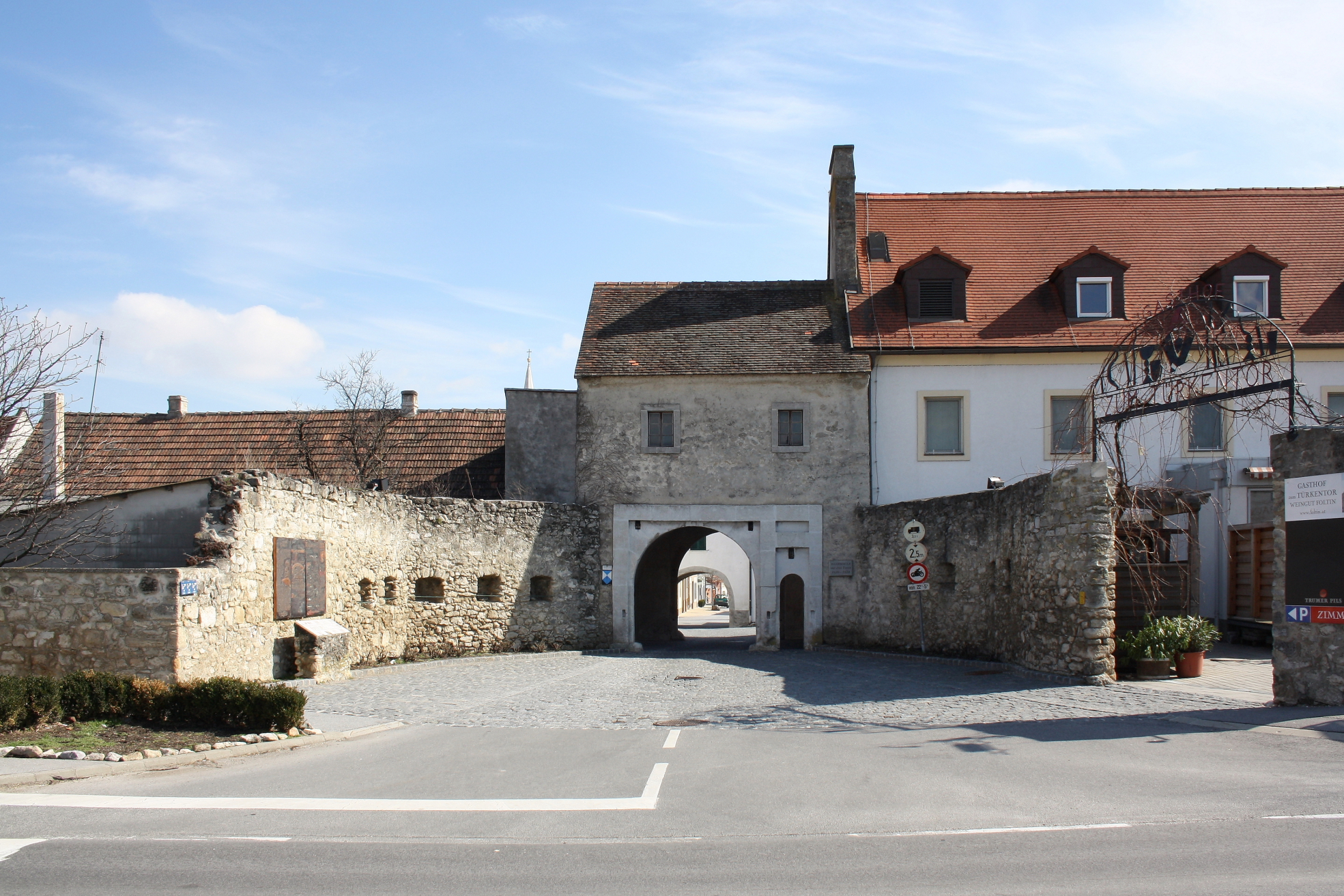
Das „Türkentor“ mit einem Teil Stadtbefestigung

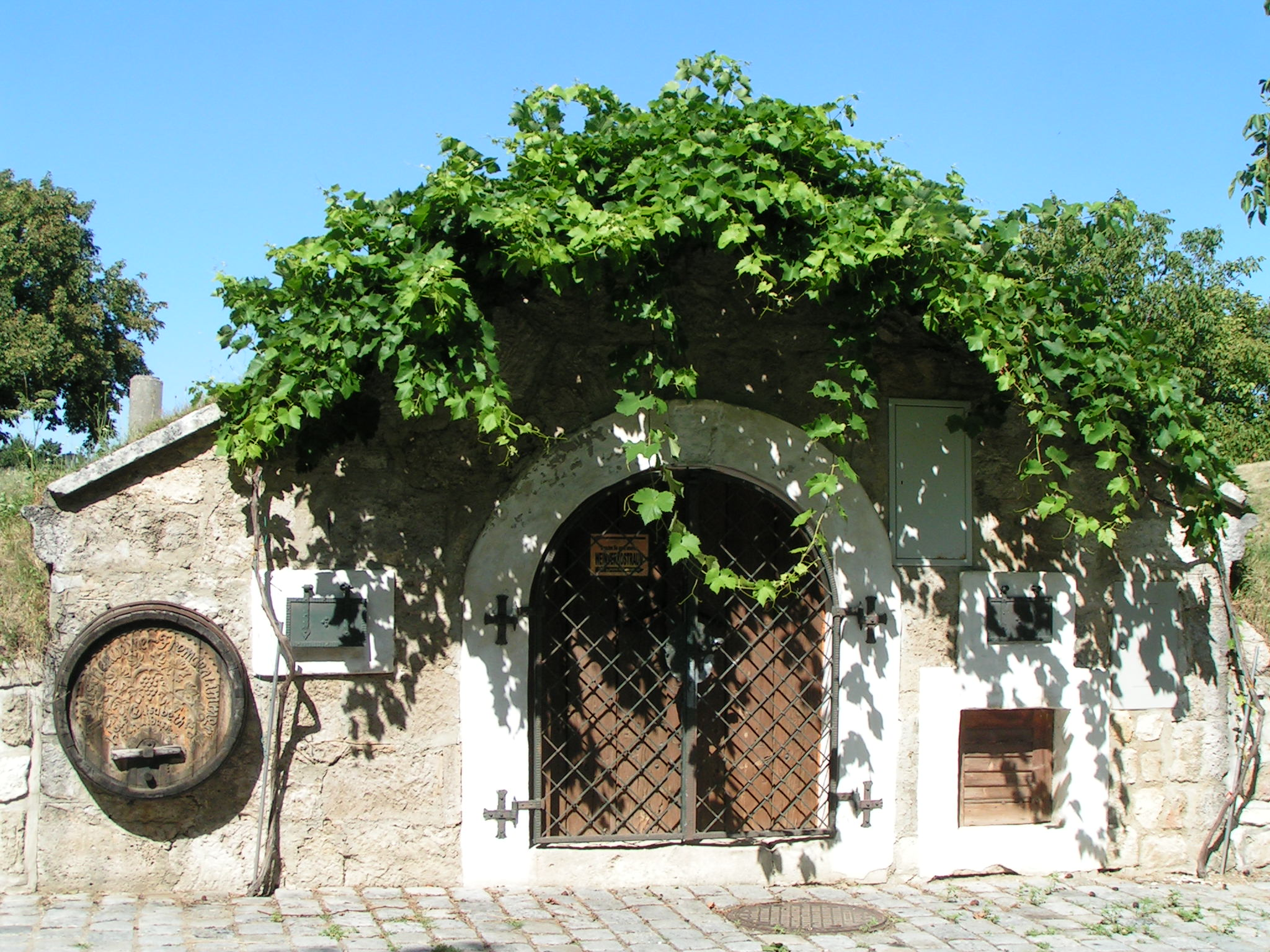
Einer der zahlreich erhaltenen Keller in Purbach

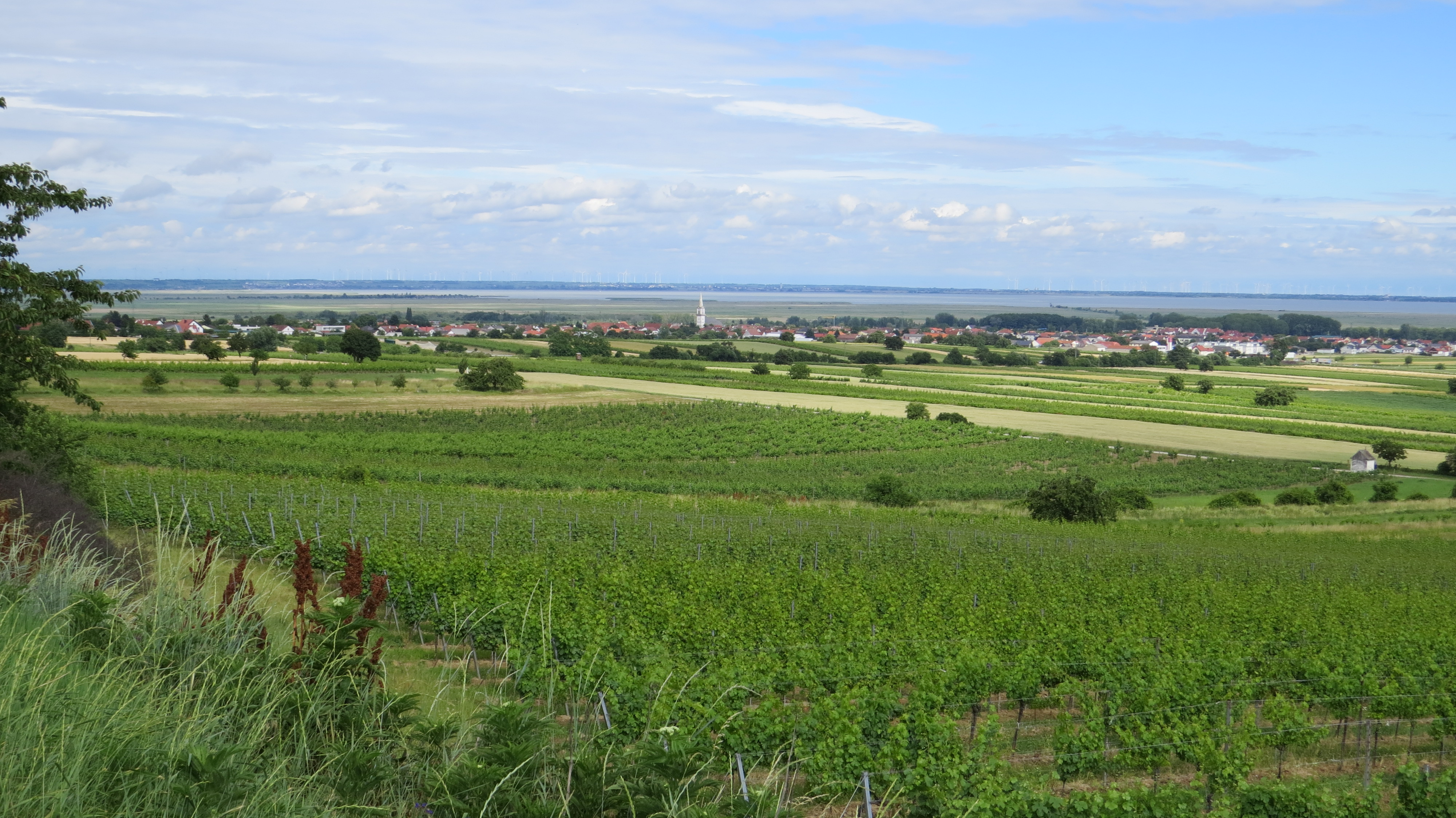
Purbach am Neusiedler See von Westen

- Pfarrkirche Purbach am Neusiedler See mit zweithöchstem Kirchturm des Burgenlandes[4]
- Historische Stadtmauer mit Türkentoren und Sonnwendstein (1630–1634)
- Historisches Kellerviertel
- Kulturlandschaft Neusiedler See (UNESCO-Weltkulturerbe)
- Türkenkeller Der Purbacher Türke
- Nikolauszeche (Renaissancezeit)
- Kirschblütenregion
- Frauensäule
- Pestsäule (1713)
- Das Ruster Tor

## Wirtschaft und Infrastruktur
Purbach liegt an der Burgenland Straße (B 50). Purbach ist mit der Pannoniabahn auch an das Bahnnetz der Ostbahn angeschlossen.
Die Purbacher Wirtschaft ist geprägt vom Weinbau und Tourismus. Als einziger größerer Industriebetrieb befindet sich der Dämmstoffhersteller Austrotherm mit einer Niederlassung vor Ort.

## Weinbau und Weinkultur

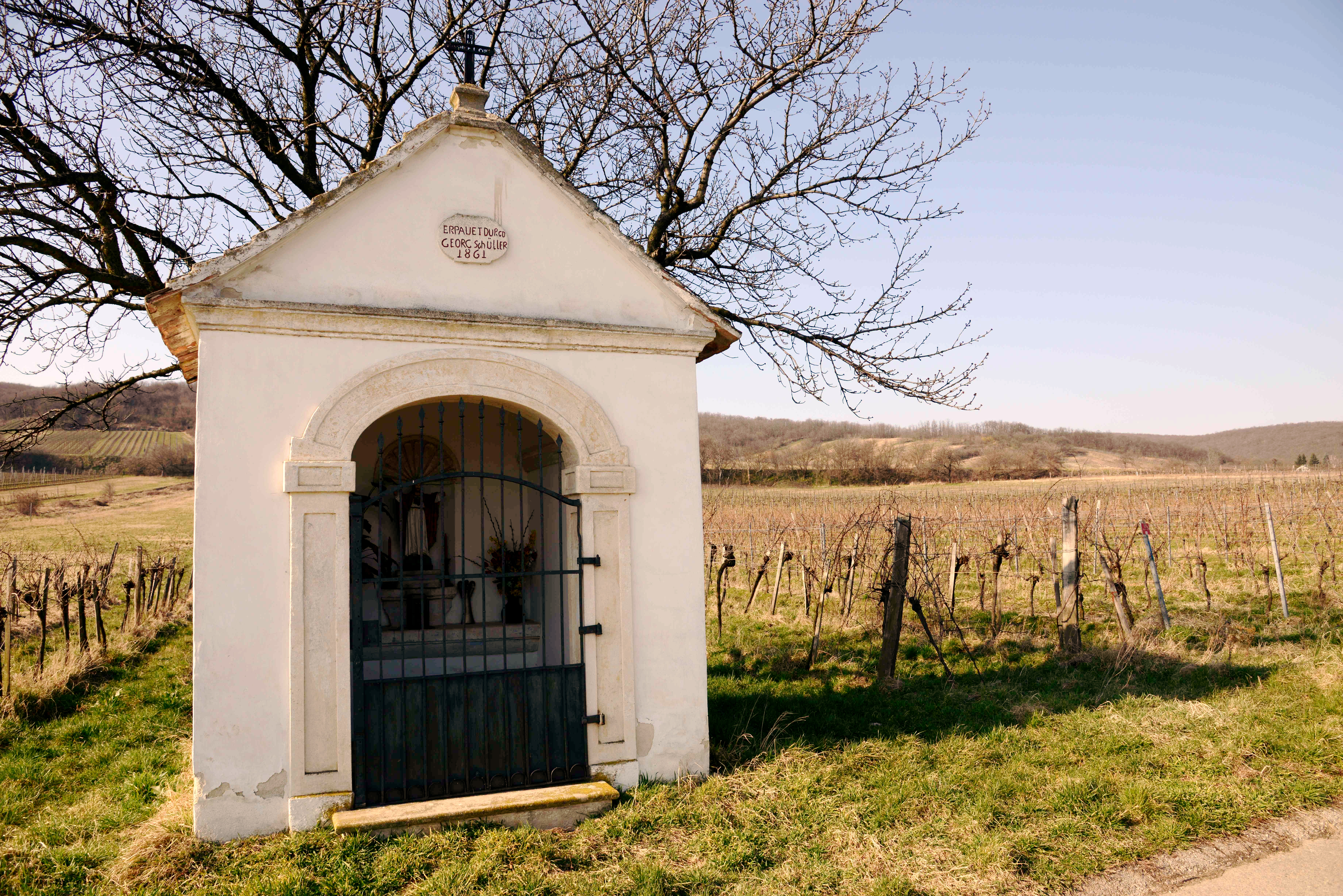
Die Purbacher Riede Streifling am Leithagebirge

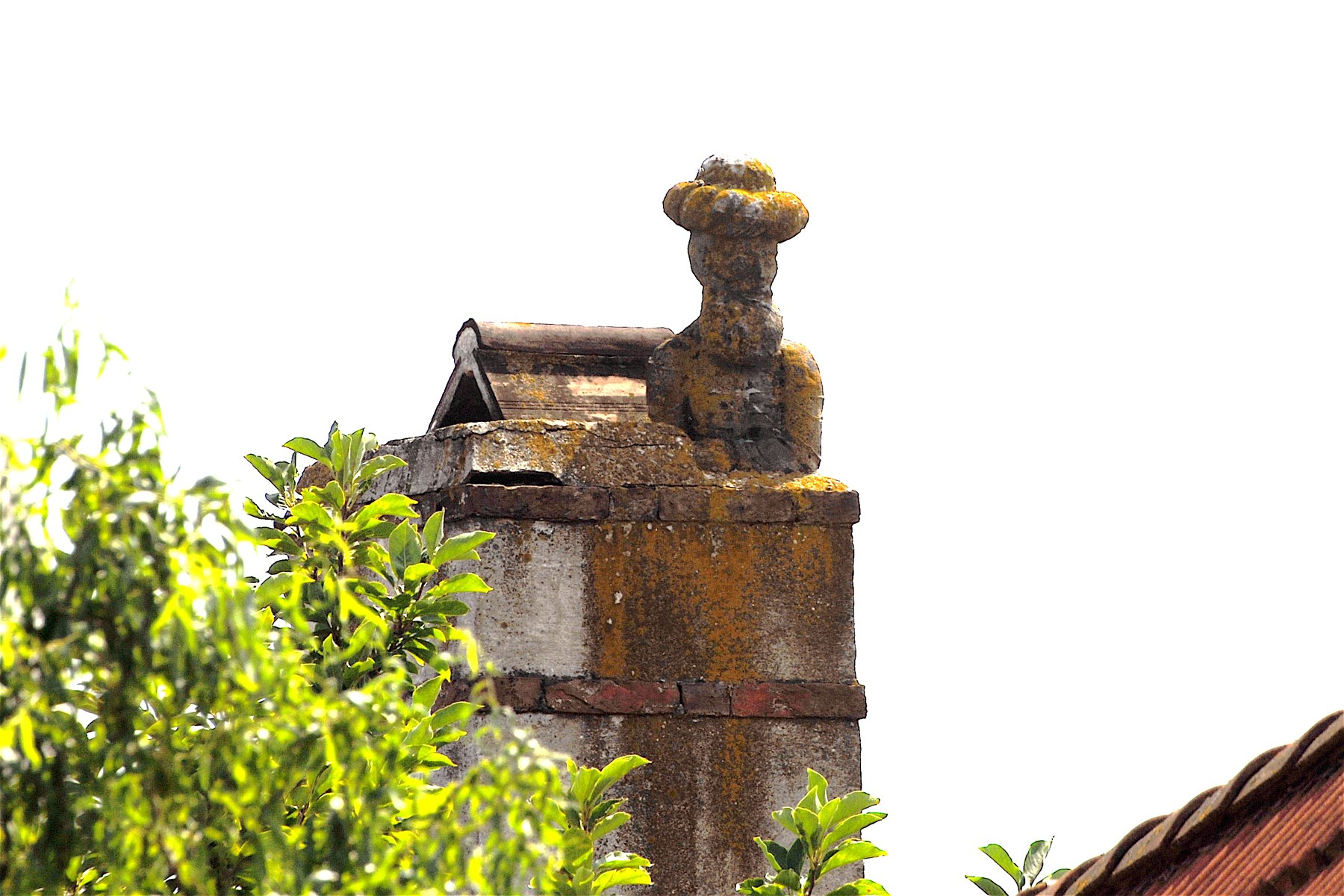
Wahrzeichen von Purbach am Neusiedler See: Der Purbacher Türke

Purbach ist von alters her eine bedeutende Weinbaugemeinde. Bereits im Jahr 1632 erteilte eine kaiserliche Urkunde Ferdinands II. Purbach ein „Privilegium auff die freye Weinausfuhr fver eigenthumblichen Paw Wein vber die Leytha in das Ezherzogthumb Österreich under der Enns vnd andere Länder“.
Wahrzeichen von Purbach ist der „Purbacher Türke“, um den sich eine Weinlegende rankt. Berühmt ist die Purbacher Kellergasse, die als schönste ihrer Art im Burgenland gilt. Am Beginn der Kellergasse befindet sich das „Haus am Kellerplatz“, eine Gemeindevinothek mit innovativem Weinausschanksystem. Anfang Dezember 2023 wurde bekannt, dass die Vinothek im Haus am Kellerplatz mit Jahresende 2023 geschlossen werden soll. Die Gemeinde werde die Finanzierung des Betriebs nicht mehr tragen. Vom Verein Purbacher Ortsvereinigung für Dorferhaltung, Kunst und Kultur wurde eine Weiterführung angestrebt. Nach einer vorübergehenden Schließung wurde die Vinothek mit neuem Pächter wieder geöffnet.

## Politik

### Gemeinderat

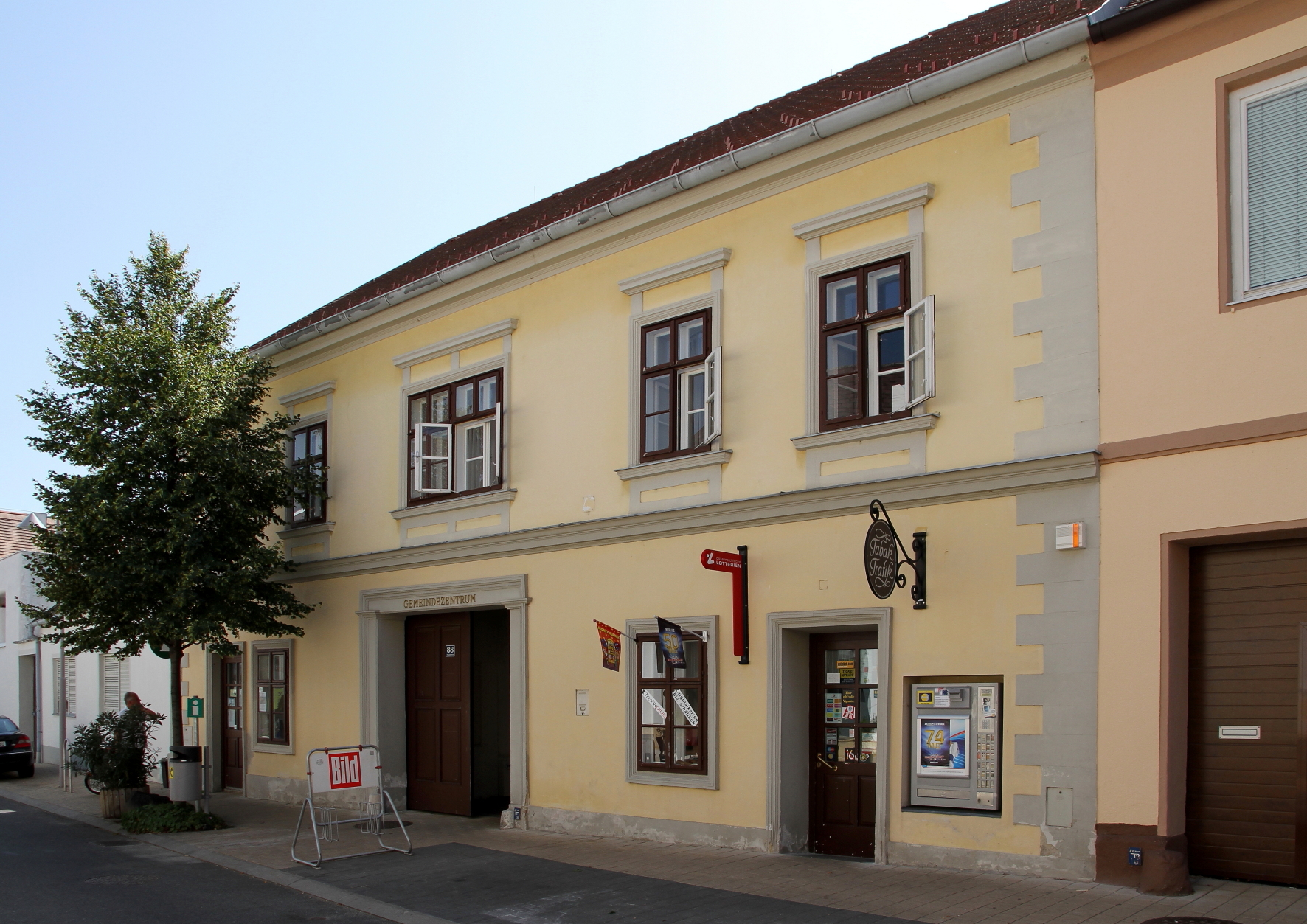
Das denkmalgeschützte Gemeindezentrum

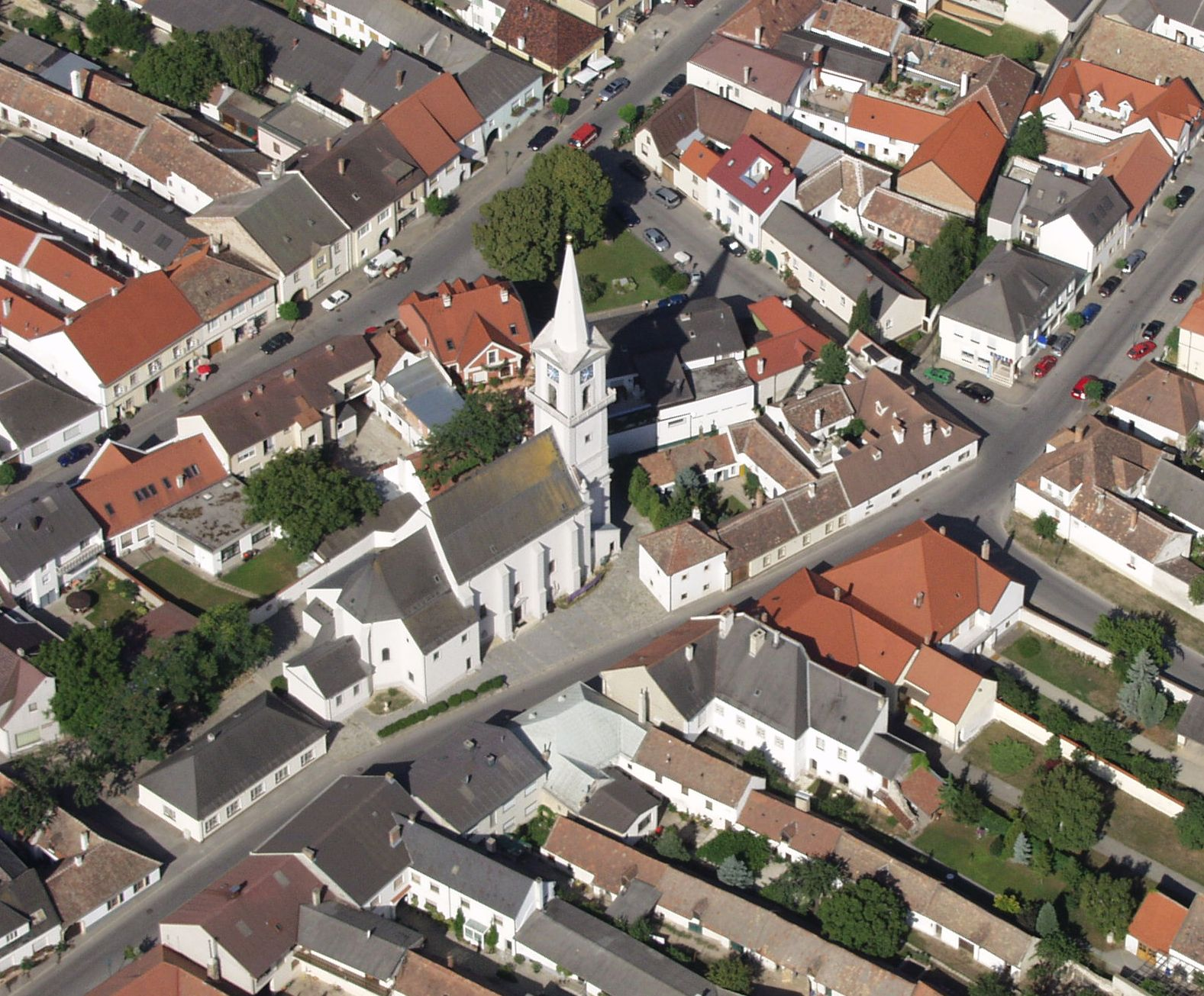
Luftaufnahme des Stadtkerns von Purbach am Neusiedler See

Der Gemeinderat umfasst aufgrund der Einwohnerzahl insgesamt 23 Mitglieder.
| Partei          | 2022             | 2022             | 2022             | 2017             | 2017             | 2017             | 2012             | 2012             | 2012             | 2007             | 2007             | 2007             | 2002             | 2002             | 2002             | 1997             | 1997             | 1997             |
| Partei          | Sti.             | %                | M.               | Sti.             | %                | M.               | Sti.             | %                | M.               | Sti.             | %                | M.               | Sti.             | %                | M.               | Sti.             | %                | M.               |
| --------------- | ---------------- | ---------------- | ---------------- | ---------------- | ---------------- | ---------------- | ---------------- | ---------------- | ---------------- | ---------------- | ---------------- | ---------------- | ---------------- | ---------------- | ---------------- | ---------------- | ---------------- | ---------------- |
| SPÖ             | 1181             | 53,90            | 13               | 850              | 42,89            | 10               | 621              | 33,86            | 8                | 693              | 37,46            | 9                | 780              | 43,41            | 10               | 573              | 34,25            | 8                |
| ÖVP             | 879              | 40,12            | 9                | 1024             | 51,66            | 12               | 1213             | 66,14            | 15               | 1027             | 55,51            | 14               | 956              | 53,20            | 13               | 1011             | 60,43            | 14               |
| Grüne           | 114              | 5,20             | 1                | nicht kandidiert | nicht kandidiert | nicht kandidiert | nicht kandidiert | nicht kandidiert | nicht kandidiert | 58               | 3,14             | 0                | nicht kandidiert | nicht kandidiert | nicht kandidiert | nicht kandidiert | nicht kandidiert | nicht kandidiert |
| LR              | 17               | 0,78             | 0                | nicht kandidiert | nicht kandidiert | nicht kandidiert | nicht kandidiert | nicht kandidiert | nicht kandidiert | nicht kandidiert | nicht kandidiert | nicht kandidiert | nicht kandidiert | nicht kandidiert | nicht kandidiert | nicht kandidiert | nicht kandidiert | nicht kandidiert |
| FPÖ             | nicht kandidiert | nicht kandidiert | nicht kandidiert | 108              | 5,45             | 0                | nicht kandidiert | nicht kandidiert | nicht kandidiert | 59               | 3,19             | 0                | 61               | 3,39             | 0                | 89               | 5,32             | 1                |
| FBL             | nicht kandidiert | nicht kandidiert | nicht kandidiert | nicht kandidiert | nicht kandidiert | nicht kandidiert | nicht kandidiert | nicht kandidiert | nicht kandidiert | 13               | 0,70             | 0                | nicht kandidiert | nicht kandidiert | nicht kandidiert | nicht kandidiert | nicht kandidiert | nicht kandidiert |
| Wahlberechtigte | 2800             | 2800             | 2800             | 2569             | 2569             | 2569             | 2402             | 2402             | 2402             | 2308             | 2308             | 2308             | 2158             | 2158             | 2158             | 2004             | 2004             | 2004             |
| Wahlbeteiligung | 81,54 %          | 81,54 %          | 81,54 %          | 82,21 %          | 82,21 %          | 82,21 %          | 84,05 %          | 84,05 %          | 84,05 %          | 87,26 %          | 87,26 %          | 87,26 %          | 90,50 %          | 90,50 %          | 90,50 %          | 91,17 %          | 91,17 %          | 91,17 %          |

### Stadtrat
Neben Bürgermeister Harald Neumayer (SPÖ) und Vizebürgermeister Martin Horak (ÖVP) gehören dem Stadtrat Elisabeth Schüller (SPÖ), Dominik Hermann (ÖVP), Harald Lang (SPÖ), Werner Hoffmann (SPÖ) und Rainer Opitz (ÖVP) an. Kassierin ist Astrid Wildenauer (SPÖ).

### Bürgermeister
Bürgermeister ist seit der Gemeinderatswahl 2022 Harald Neumayer (SPÖ), Vizebürgermeister ist Martin Horak (ÖVP).

#### Chronik der Bürgermeister
| von  | bis  | Bürgermeister    |
| ---- | ---- | ---------------- |
| 1903 | 1906 | Josef Pratschner |
| 1906 | 1909 | Josef Schüller   |
| 1909 | 1912 | Johann Schüller  |
| 1912 | 1916 | Johann Steindl   |
| 1916 | 1919 | Johann Schüller  |
| 1919 | 1920 | Johann Steindl   |
| 1920 | 1922 | Rudolf Neumayer  |
| 1922 | 1923 | Josef Steindl    |

| von  | bis  | Bürgermeister     |
| ---- | ---- | ----------------- |
| 1923 |      | Rudolf Neumayer   |
| 1924 |      | Michael Pressl    |
| 1931 | 1935 | Johann Schüller   |
| 1935 | 1938 | Johann Schüller   |
| 1938 | 1943 | Johann Hölzl      |
| 1943 | 1945 | Josef Kummer      |
| 1945 |      | Martin Hölzl      |
| 1945 |      | Florian Gstettner |

| von       | bis       | Bürgermeister                        |
| --------- | --------- | ------------------------------------ |
| 1945      | 1950      | Johann Karner                        |
| 1950      | 1962      | Michael Sandhofer (ÖVP)              |
| 1963      | 1968      | Robert Schüller                      |
| 1968      | 1977      | Rudolf Lang                          |
| 1977      | 1992      | Josef Wein (SPÖ)                     |
| 1992      | 2000      | Franz Steindl (ÖVP)                  |
| 2000      | 2001      | Rudolf Wallner (SPÖ)(interimistisch) |
| 2001      | 2021      | Richard Hermann (ÖVP)                |
| 2021      | 2022      | Martin Horak (ÖVP)                   |
| seit 2022 | seit 2022 | Harald Neumayer (SPÖ)                |

## Persönlichkeiten
- Hans Kietaibl, (1911–1999), Schulleiter, Autor, Ehrenbürger und Ehrenringträger von Purbach am Neusiedler See, beerdigt auf dem Stadtfriedhof Eisenstadt[17]
- Michael Sandhofer (1907–1984), Landwirt und Politiker
- Franz Steindl (* 1960), Politiker
- Max Stiegl (* 1980), Koch
- Bernie Rieder (* 1975), Koch und Kochbuchautor